# Черноносая серая акула
Черноносая серая акула (лат. Carcharhinus acronotus) — является одним из видов семейства серых акул (Carcharhinidae). Эти акулы обитают в тропических и субтропических водах западной части Атлантического океана. Взрослые особи предпочитают держаться на бо́льшей глубине по сравнению с молодняком. Максимальная зарегистрированная длина 1,3 м. У этих акул типичное для представителей рода веретенообразное стройное тело, закруглённое рыло, крупные глаза и маленький второй спинной плавник. Кончик носа окрашен в чёрный цвет.
Рацион состоит из мелких костистых рыб и головоногих. Черноносые акулы в свою очередь могут стать добычей крупных акул. Размножаются живорождением, эмбрионы получают питание посредством плацентарного соединения. В помёте 3—6 новорожденных. Роды происходят поздней весной и ранним летом. Самки способны приносить потомство ежегодно, хотя наблюдается и двухгодичный цикл воспроизводства. Беременность длится 8—11 месяцев. Не опасны для человека. Представляют некоторый интерес для коммерческого промысла, ценятся как объект экотуризма.

## Таксономия
Впервые вид был научно описан в 1860 году кубинским зоологом Фелиппе Поэйем под названием Squalus acronotus в его работе «Memorias sobre la historia natural de la Isla de Cuba». Позднее отнесёна к роду Carcharhinus. Описанный экземпляр представлял собой самца длиной 98 см, пойманного у берегов о-ва Куба.
На основании морфологических данных Джек Гаррик в 1982 сделал предположение о родственности черноносой акулы по отношению к группе акул, в которую входит коромандельская акула (Carcharhinus dussumieri) и серая акула Сейла (Carcharhinus sealei). А в 1988 году Леонард Компаньо предложил версию, согласно которой эта акула принадлежит другой группе, включающей шёлковую акулу (Carcharhinus falciformis) и мальгашскую ночную акулу (Carcharhinus melanopterus). Молекулярный анализ также даёт неопределенный ответ в отношении филогенетических связей черноносой акулы: аллозимный анализ, проделанный в 1992 году, показал, что вид принадлежит к роду Carcharhinus, в то время как результаты рибосомального анализа указывают на сходство с чернопёрой акулой (Carcharhinus limbatus) или Carcharhinus porosus. Панамская белоносая акула (Nasolamia velox), обитающая в тропических водах вдоль западного побережья Южной Америки, может происходить от черноносых акул, подвергшихся тератогенному действию, приведшему к циклопии в начальной стадии.
Видовое название происходит от слов др.-греч. ἄκρος — «заострённый» и др.-греч.  νῶτος — «спина».

## Ареал
Черноносая акула обитает в прибрежных шельфовых водах и у островов восточного побережья Северной и Южной Америк, от Северной Каролины до юга Бразилии, в том числе на Багамских островах, в Мексиканском заливе и Карибском море. Как правило, только молодые акулы встречаются на мелководье, в то время как взрослые предпочитают глубину более 9 м (18-64 м).

## Внешний вид
Это небольшая акула с типичным для серых акул обтекаемым телом, длинным закруглённым рылом и крупными глазами.
Имеется по 12—13 и 11—12 зубных рядов с каждой стороны верхней и нижней челюстей, соответственно, и один или два зуба на симфизе. Зубы треугольной и косые, с зазубренными краями, верхние зубы прочнее нижних.
Пять пар коротких жаберных щелей, размером менее трети длины первого спинного плавника.
Первый спинной плавник невелик и немного скошен (в виде серпа), с острой вершиной и коротким приподнятым кончиком; основание спинного плавника находится над кончиками грудных плавников. Высота второго спинного плавника не превышает половину высоты первого. Гребень между спинными плавниками отсутствует. Грудные плавники короткие и конические.
Возле ноздрей выраженные ноздревые канавки.Хвостовой плавник гетероцеркальный с небольшой выемкой на кончике верхней лопасти.
Тело покрыто плакоидной чешуей, каждая чешуйка имеет 5—7 продольных бороздок (3 у очень молодых акул).
Максимальные зафиксированные размер и вес составляют 2,0 м и 18,9 кг, соответственно.
Окраска тела от желтовато-зеленой до серой или серо-коричневой на спине, брюхо желтоватое. На кончике рыла имеется характерное чёрное пятно, наиболее выраженное у молодых особей. Кончики второго спинного и хвостового плавников тёмные.

## Биология и экология
Черноносая акула — небольшой подвижный хищник. Она охотится на некрупных костистых рыб, таких как, лагодон, морской окунь, горбыль, анчоус, колючий кузовок, рыба-шар, равно как на осьминогов, кальмаров и прочих головоногих.
Быстрота и ловкость позволяют черноносым акулам перехватить добычу у больших акул, например, Carcharhinus perezi.
Акулы этого вида могут собираться в большие стаи, иногда соединяющиеся со стаями кефали и анчоусов.
Черноносые акулы демонстрируют высокую степень филопатрии: были зарегистрированы случаи возвращения из года в год на одно и то же место как молодых, так и взрослых особей.
Черноносые акулы являются добычей крупных акул. Будучи пойманными или подвергаясь преследованию со стороны дайверов, особи иногда демонстрируют агрессивное поведение. Агрессия наблюдается по отношению к подселённым в аквариум новичкам своего вида. Она проявляется в том, что акула изгибает спину назад, опуская грудные плавники, разевает челюсти и начинает стремительно двигаться из стороны в сторону.
На черноносых акулах паразитируют веслоногие ракообразные Nesippus orientalis, Perissopus dentatus, Pandarus sinuatus, Kroyeria sphyrnae, Nemesis atlantica и Eudactylina spinifera, а также ленточные черви Paraorygmatobothrium и Platybothrium.

## Размножение
Подобно прочим акулам рода Carcharhinus, черноносые акулы являются живородящими: после того, как эмбрион исчерпывает запас желтка, пустой желточный мешок превращается в плацентарное соединение, через которое мать обеспечивает питание зародыша. Предположительно, самки приносят потомство один раз в два года. Хотя у берегов северо-восточной Бразилии женский репродуктивный цикл повторяется ежегодно. Вителлогенез (образование желтка внутри яичника) происходит в конце лета, осенью происходит спаривание и оплодотворение. Беременность длится 9-11 месяцев, акулята рождаются следующей весной или ранним летом.
Самки обычно приносят помет от одного до шести акулят, которые появляются на свет на мелководье в заливах и прибрежных мангровых болотах, известно одно из таких мест: Бычья бухта (Bulls Bay) у берегов Южной Каролины. Не существует связи между размером самки и численностью помета. Размер новорожденных колеблется от 38 до 50 см. Самки черноносых акул растут медленнее самцов, и достигают большего по сравнению с ними размера, продолжительность жизни у них больше. Кроме того, в Мексиканском заливе черноносые акулы растут медленнее, а живут дольше по сравнению с теми, которые обитают в прибрежных водах Северной Каролины и Флориды. Половой зрелости акулы достигают при длине (от вершины рыла до кончика хвоста) около 90 см, что соответствует возрасту 4,3 и 4,5 года для самцов и самок, соответственно. В Мексиканским заливе, черноносые акулы созревают быстрее, при длине около 85 см, что соответствует возрасту 5,4 и 6,6 года для самцов и самок, соответственно. Максимальный срок жизни составляет 19 лет у берегов Северной Каролины и Флориды и 16,5 лет в Мексиканском заливе.

## Взаимодействие с человеком
Случаев нападения черноносой акулы на человека не зафиксировано. Тем не менее, если акула демонстрирует агрессию, следует соблюдать осторожность. Этот вид ценится рыболовами-любителями, поскольку она эффектно сопротивляется, будучи пойманной. Кроме того, добыча черноносых акул имеет региональное коммерческое значение, особенно на северо-востоке Флориды, Венесуэлы и Бразилии, мясо сушат и засаливают. Большое количество черноносых акул вылавливают креветочные траулеры, которые представляют большую угрозу для популяции, поскольку в их сети попадает много молодняка.
У берегов США добыча черноносых акул регулируется американской Национальной службой морского рыболовства. С 1999 по 2005 год добывают в среднем по 27484 черноносых акул в год. По последним данным National Oceanic and Atmospheric Administration (NOAA) в Атлантическом океане и Мексиканском заливе производится чрезмерная добыча черноносых акул. В 2009 году NOAA предложил установить квоту на вылов этого вида в размере 6065 акул, а также запрет на использование в Атлантическом океане жаберных сетей. Численность популяции черноносых акул у берегов северной Бразилии стабильна, данных по Карибскому бассейну нет. По оценке Международного союза охраны природы (IUCN) этот вид находится под угрозой во всем мире.